# Tøffelhelten (film fra 1909)
 For alternative betydninger, se Tøffelhelten. (Se også artikler, som begynder med Tøffelhelten)
Tøffelhelten er en dansk stum komediefilm fra 1909 produceret af Nordisk Films Kompagni og instrueret af Viggo Larsen.

## Medvirkende
- Petrine Sonne